# Søren Kragh Andersen
Søren Kragh Andersen (Middelfart, 10 de agosto de 1994) é um ciclista profissional dinamarquês que actualmente corre para a equipa alemã Team Sunweb. É irmão do também ciclista profissional Asbjørn Kragh Andersen.

## Palmarés
2015
- ZLM Tour, mais 1 etapa
- Hadeland G. P.
- 1 etapa do Tour dos Fiordos
- 2 etapas do Tour de l'Avenir

2017
- 1 etapa do Tour de Omã

2018
- 1 etapa da Volta a Suíça
- Paris-Tours[1]

## Resultados nas Grandes Voltas e Campeonatos do Mundo
Durante a sua carreira desportiva tem conseguido os seguintes postos nas Grandes Voltas e nos Campeonatos do Mundo:
| Carreira                  | 2013 | 2014 | 2015 | 2016 | 2017 | 2018 | 2019 |
| ------------------------- | ---- | ---- | ---- | ---- | ---- | ---- | ---- |
| Giro d'Italia             | -    | -    | -    | -    | -    | -    | -    |
| Tour de France            | -    | -    | -    | -    | -    | 52º  | Ab.  |
| Volta a Espanha           | -    | -    | -    | -    | 106º | -    | -    |
| Mundial em Estrada        | -    | -    | -    | Ab.  | 12º  | -    | -    |
| Mundial de Contrarrelógio | -    | -    | -    | 36º  | -    | 18º  | -    |

-: não participa 

Ab.: abandono

## Equipas
- Trefor (2013-2015)
  - Team Trefor (2013)
  - Team Trefor-Blue Water (2014-2015)
- Team Giant-Alpecin (2016-)
  - Team Giant-Alpecin (2016)
  - Team Sunweb (2017-)